# Коле Мецано (Ливорно)
Коле Мецано је насеље у Италији у округу Ливорно, региону Тоскана.
Према процени из 2011. у насељу је живело 20 становника. Насеље се налази на надморској висини од 71 м.